# 托德·揚
托德·克里斯托弗·揚（英語：Todd Christopher Young；1972年8月24日—）是美国政治家、律师和海军陆战队退伍军人，自2017年起担任美国印第安纳州聯邦参议员。身為共和黨黨員，楊曾擔任印第安納州第九國會選區衆議員。他在2016年11月8日的大選中當選為美國參議員，接替即將退休的共和黨人丹·科茨。2019年至2021年，他擔任全國共和黨參議員委員會主席。隨後楊在2022年再次當選。

## 外部連結
- Todd Young for Senate （页面存档备份，存于）
- 中的“托德·揚”
- C-SPAN內的頁面（英文）

| 美国众议院             | 美国众议院                                                                   | 美国众议院               |
| ---------------------- | ---------------------------------------------------------------------------- | ------------------------ |
| 前任者： 巴隆·希爾     | 印第安納州第九國會選區 眾議院議員 2011年－2017年                             | 繼任者： 特雷·霍靈斯沃斯 |
| 政党职务               |                                                                              |                          |
| 前任者： 丹·科茨       | 美國參議員印第安納州共和黨被提名人 （第3類） 2016年、2022年                  | 最新的                   |
| 前任者： 科里·加德納   | 共和黨參議院全國委員會主席 2019年–2021年                                     | 繼任者： 里克·斯科特     |
| 美国参议院             |                                                                              |                          |
| 前任者： 丹·科茨       | 印第安納州第3類參議員 2017年－ 與喬·唐納利、迈克·布劳恩、吉姆·班克斯同時在任 | 現任                     |
| 美國排位名單           |                                                                              |                          |
| 前任者： 克里斯·范荷倫 | 美國參議員資歷 第67位                                                        | 繼任者： 谭美·达克沃斯   |